# Ла-Рока-дал-Бальєс
Ла-Ро́ка-дал-Бальє́с (кат. La Roca del Vallès) — муніципалітет, розташований в Автономній області Каталонія, в Іспанії. Код муніципалітету за номенклатурою Інституту статистики Каталонії — 81810. Знаходиться у районі (кумарці) Бальєс-Уріантал (коди району — 41 та VR) провінції Барселона, згідно з новою адміністративною реформою перебуватиме у складі Баґарії (округи) Барселона.

## Населення
Населення міста (у 2007 р.) становить 9.656 осіб (з них менше 14 років — 17,3 %, від 15 до 64 — 71,1 %, понад 65 років — 11,6 %). У 2006 р. народжуваність склала 135 осіб, смертність — 55 осіб, зареєстровано 54 шлюби. У 2001 р. активне населення становило 4.068 осіб, з них безробітних — 283 особи.

Серед осіб, які проживали на території міста у 2001 р., 5.601 народилися в Каталонії (з них 3.804 особи у тому самому районі, або кумарці), 1.934 особи приїхали з інших областей Іспанії, а 213 осіб приїхало з-за кордону. 

Університетську освіту має 11,5 % усього населення. 

У 2001 р. нараховувалося 2.630 домогосподарств (з них 15 % складалися з однієї особи, 26,4 % з двох осіб,24,7 % з 3 осіб, 23,4 % з 4 осіб, 7,7 % з 5 осіб, 1,9 % з 6 осіб, 0,4 % з 7 осіб, 0,4 % з 8 осіб і 0,1 % з 9 і більше осіб).

Активне населення міста у 2001 р. працювало у таких сферах діяльності : у сільському господарстві — 2 %, у промисловості — 35,9 %, на будівництві — 10,1 % і у сфері обслуговування — 52 %. 

 У муніципалітеті або у власному районі (кумарці) працює 3.432 особи, поза районом — 2.555 осіб.

### Доходи населення
У 2002 р. доходи населення розподілялися таким чином :
| \| Доходи населення за статтями доходів \| Доходи населення за статтями доходів \| Доходи населення за статтями доходів \| \| Рік \| 2002 р. \| 2001 р. \| \| ------------------------------------ \| ------------------------------------ \| ------------------------------------ \| \| Заробітна платня \| 61,4 % \| 62,9 % \| \| Доходи від ведення бізнесу \| 28,1 % \| 26,7 % \| \| Соціальна допомога \| 10,5 % \| 10,3 % \| |         |         |
| Доходи населення за статтями доходів |         |         |
| Рік | 2002 р. | 2001 р. |
| Заробітна платня | 61,4 %  | 62,9 %  |
| Доходи від ведення бізнесу | 28,1 %  | 26,7 %  |
| Соціальна допомога | 10,5 %  | 10,3 %  |

### Безробіття
У 2007 р. нараховувалося 306 безробітних (у 2006 р. — 316 безробітних), з них чоловіки становили 39,9 %, а жінки — 60,1 %.

## Економіка
У 1996 р. валовий внутрішній продукт розподілявся по сферах діяльності таким чином :
| \| Валовий внутрішній продукт \| Валовий внутрішній продукт \| Валовий внутрішній продукт \| \| Рік \| 1996 р. \| 1991 р. \| \| -------------------------- \| -------------------------- \| -------------------------- \| \| Сільське господарство \| 3 % \| 3 % \| \| Промисловість \| 47,9 % \| 55,3 % \| \| Будівництво \| 7,7 % \| 9,2 % \| \| Послуги \| 41,4 % \| 32,5 % \| |         |         |
| Валовий внутрішній продукт |         |         |
| Рік | 1996 р. | 1991 р. |
| Сільське господарство | 3 %     | 3 %     |
| Промисловість | 47,9 %  | 55,3 %  |
| Будівництво | 7,7 %   | 9,2 %   |
| Послуги | 41,4 %  | 32,5 %  |

### Підприємства міста

#### Промислові підприємства
| \| Промислові підприємства міста, за сферою діяльності \| Промислові підприємства міста, за сферою діяльності \| Промислові підприємства міста, за сферою діяльності \| \| Рік \| 2002 р. \| 2001 р. \| \| --------------------------------------------------- \| --------------------------------------------------- \| --------------------------------------------------- \| \| Енергетичні та водні ресурси \| 0,8 % \| 1,5 % \| \| Хімія та метали \| 14,6 % \| 14,5 % \| \| Переробка металів \| 34,1 % \| 33,6 % \| \| Продукти харчування \| 4,1 % \| 3,8 % \| \| Текстиль \| 14,6 % \| 15,3 % \| \| Виробництво меблів, видання \| 20,3 % \| 19,8 % \| \| Інше \| 11,4 % \| 11,5 % \| \| Усього підприємств \| 123 \| 131 \| |         |         |
| Промислові підприємства міста, за сферою діяльності |         |         |
| Рік | 2002 р. | 2001 р. |
| Енергетичні та водні ресурси | 0,8 %   | 1,5 %   |
| Хімія та метали | 14,6 %  | 14,5 %  |
| Переробка металів | 34,1 %  | 33,6 %  |
| Продукти харчування | 4,1 %   | 3,8 %   |
| Текстиль | 14,6 %  | 15,3 %  |
| Виробництво меблів, видання | 20,3 %  | 19,8 %  |
| Інше | 11,4 %  | 11,5 %  |
| Усього підприємств | 123     | 131     |

#### Роздрібна торгівля
| \| Підприємства роздрібної торгівлі міста, за сферою діяльності \| Підприємства роздрібної торгівлі міста, за сферою діяльності \| Підприємства роздрібної торгівлі міста, за сферою діяльності \| \| Рік \| 2002 р. \| 2001 р. \| \| ------------------------------------------------------------ \| ------------------------------------------------------------ \| ------------------------------------------------------------ \| \| Продукти харчування \| 26 % \| 28,8 % \| \| Одяг та взуття \| 36,2 % \| 31,1 % \| \| Товари для дому \| 7,1 % \| 6,8 % \| \| Книги та періодичні видання \| 1,6 % \| 2,3 % \| \| Промислова хімічна продукція \| 6,3 % \| 6,1 % \| \| Продукція, пов'язана з транспортними засобами \| 6,3 % \| 6,1 % \| \| Інше \| 16,5 % \| 18,9 % \| \| Усього підприємств \| 127 \| 132 \| |         |         |
| Підприємства роздрібної торгівлі міста, за сферою діяльності |         |         |
| Рік | 2002 р. | 2001 р. |
| Продукти харчування | 26 %    | 28,8 %  |
| Одяг та взуття | 36,2 %  | 31,1 %  |
| Товари для дому | 7,1 %   | 6,8 %   |
| Книги та періодичні видання | 1,6 %   | 2,3 %   |
| Промислова хімічна продукція | 6,3 %   | 6,1 %   |
| Продукція, пов'язана з транспортними засобами | 6,3 %   | 6,1 %   |
| Інше | 16,5 %  | 18,9 %  |
| Усього підприємств | 127     | 132     |

#### Сфера послуг
| \| Підприємства міста, що працюють у сфері послуг, за діяльністю \| Підприємства міста, що працюють у сфері послуг, за діяльністю \| Підприємства міста, що працюють у сфері послуг, за діяльністю \| \| Рік \| 2002 р. \| 2001 р. \| \| ------------------------------------------------------------- \| ------------------------------------------------------------- \| ------------------------------------------------------------- \| \| Гуртова торгівля \| 17,4 % \| 16,9 % \| \| Готелі та готельний бізнес \| 12,3 % \| 12,4 % \| \| Транспорт та зв'язок \| 24,2 % \| 24,1 % \| \| Посередницькі фінансові послуги \| 3,1 % \| 2,8 % \| \| Послуги підприємствам \| 6,1 % \| 6,2 % \| \| Послуги фізичним особам \| 25,3 % \| 27,2 % \| \| Нерухомість та ін. \| 11,6 % \| 10,3 % \| \| Усього підприємств \| 293 \| 290 \| |         |         |
| Підприємства міста, що працюють у сфері послуг, за діяльністю |         |         |
| Рік | 2002 р. | 2001 р. |
| Гуртова торгівля | 17,4 %  | 16,9 %  |
| Готелі та готельний бізнес | 12,3 %  | 12,4 %  |
| Транспорт та зв'язок | 24,2 %  | 24,1 %  |
| Посередницькі фінансові послуги | 3,1 %   | 2,8 %   |
| Послуги підприємствам | 6,1 %   | 6,2 %   |
| Послуги фізичним особам | 25,3 %  | 27,2 %  |
| Нерухомість та ін. | 11,6 %  | 10,3 %  |
| Усього підприємств | 293     | 290     |

## Житловий фонд
У 2001 р. 4,8 % усіх родин (домогосподарств) мали житло метражем до 59 м2, 33,9 % — від 60 до 89 м2, 34 % — від 90 до 119 м2 і
27,3 % — понад 120 м2.

З усіх будівель у 2001 р. 58,1 % було одноповерховими, 23,6 % — двоповерховими, 16,4
% — триповерховими, 1,3 % — чотириповерховими, 0,6 % — п'ятиповерховими, 0,1 % — шестиповерховими,
0 % — семиповерховими, 0 % — з вісьмома та більше поверхами.

## Автопарк
| \| Автомобілі, зареєстровані у місті, за призначенням \| Автомобілі, зареєстровані у місті, за призначенням \| Автомобілі, зареєстровані у місті, за призначенням \| \| Рік \| 2006 р. \| 2005 р. \| \| -------------------------------------------------- \| -------------------------------------------------- \| -------------------------------------------------- \| \| Приватні автомобілі \| 68,1 % \| 69,6 % \| \| Мотоцикли \| 9,1 % \| 8,3 % \| \| Вантажівки \| 17,5 % \| 17,2 % \| \| Трактори \| 1 % \| 0,9 % \| \| Автобуси та ін. \| 4,3 % \| 4 % \| \| Усього автомобілів \| 7.341 шт. \| 7.112 шт. \| |           |           |
| Автомобілі, зареєстровані у місті, за призначенням |           |           |
| Рік | 2006 р.   | 2005 р.   |
| Приватні автомобілі | 68,1 %    | 69,6 %    |
| Мотоцикли | 9,1 %     | 8,3 %     |
| Вантажівки | 17,5 %    | 17,2 %    |
| Трактори | 1 %       | 0,9 %     |
| Автобуси та ін. | 4,3 %     | 4 %       |
| Усього автомобілів | 7.341 шт. | 7.112 шт. |

## Вживання каталанської мови
У 2001 р. каталанську мову у місті розуміли 97,1 % усього населення (у 1996 р. — 96,4 %), вміли говорити нею 78,5 % (у 1996 р. -
80,5 %), вміли читати 76,6 % (у 1996 р. — 75,9 %), вміли писати 53,2
% (у 1996 р. — 49,2 %). Не розуміли каталанської мови 2,9 %.

## Політичні уподобання
У виборах до Парламенту Каталонії у 2006 р. взяло участь 4.002 особи (у 2003 р. — 4.129 осіб). Голоси за політичні сили розподілилися таким чином:
| \| Вибори до Парламенту Каталонії \| Вибори до Парламенту Каталонії \| Вибори до Парламенту Каталонії \| \| Рік \| 2006 р. \| 2003 р. \| \| -------------------------------------- \| ------------------------------ \| ------------------------------ \| \| Конвергенція та Єднання (CiU) \| 38,3 % \| 38,5 % \| \| Соціалістична партія Каталонії (PSC) \| 23,8 % \| 26,6 % \| \| Народна партія (PP) \| 8,8 % \| 9,7 % \| \| Ініціатива за зелену Каталонію (IC) \| 9,1 % \| 6,3 % \| \| Республіканська лівиця Каталонії (ERC) \| 14,8 % \| 17,6 % \| \| Громадянська партія (C's) \| 3 % \| 0 % \| \| Інші \| 2,1 % \| 1,2 % \| |         |         |
| Вибори до Парламенту Каталонії |         |         |
| Рік | 2006 р. | 2003 р. |
| Конвергенція та Єднання (CiU) | 38,3 %  | 38,5 %  |
| Соціалістична партія Каталонії (PSC) | 23,8 %  | 26,6 %  |
| Народна партія (PP) | 8,8 %   | 9,7 %   |
| Ініціатива за зелену Каталонію (IC) | 9,1 %   | 6,3 %   |
| Республіканська лівиця Каталонії (ERC) | 14,8 %  | 17,6 %  |
| Громадянська партія (C's) | 3 %     | 0 %     |
| Інші | 2,1 %   | 1,2 %   |

У муніципальних виборах у 2007 р. взяло участь 4.042 особи (у 2003 р. — 4.210 осіб). Голоси за політичні сили розподілилися таким чином:
| \| Муніципальні вибори \| Муніципальні вибори \| Муніципальні вибори \| \| Рік \| 2007 р. \| 2003 р. \| \| -------------------------------------- \| ------------------- \| ------------------- \| \| Конвергенція та Єднання (CiU) \| 39,7 % \| 33,5 % \| \| Соціалістична партія Каталонії (PSC) \| 40,4 % \| 40,5 % \| \| Народна партія (PP) \| 4 % \| 5,1 % \| \| Ініціатива за зелену Каталонію (IC) \| 6,4 % \| 10,9 % \| \| Республіканська лівиця Каталонії (ERC) \| 9,5 % \| 10 % \| \| Громадянська партія (C's) \| 0 % \| 0 % \| \| Інші \| 0 % \| 0 % \| |         |         |
| Муніципальні вибори |         |         |
| Рік | 2007 р. | 2003 р. |
| Конвергенція та Єднання (CiU) | 39,7 %  | 33,5 %  |
| Соціалістична партія Каталонії (PSC) | 40,4 %  | 40,5 %  |
| Народна партія (PP) | 4 %     | 5,1 %   |
| Ініціатива за зелену Каталонію (IC) | 6,4 %   | 10,9 %  |
| Республіканська лівиця Каталонії (ERC) | 9,5 %   | 10 %    |
| Громадянська партія (C's) | 0 %     | 0 %     |
| Інші | 0 %     | 0 %     |